# Liste der Biografien/Zea
Liste der Biografien |
Portal Biografien |
Personensuche
# |
A |
B |
C |
D |
E |
F |
G |
H |
I |
J |
K |
L |
M |
N |
O |
P |
Q |
R |
S |
T |
U |
V |
W |
X |
Y |
Z |
?
 
Za |
Zb |
Zc |
Zd |
Ze |
Zf |
Zg |
Zh |
Zi |
Zj |
Zk |
Zl |
Zm |
Zn |
Zo |
Zr |
Zs |
Zu |
Zv |
Zw |
Zy |
Zz
 
Zea |
Zeb |
Zec |
Zed |
Zee |
Zef |
Zeg |
Zeh |
Zei |
Zej |
Zek |
Zel |
Zem |
Zen |
Zeo |
Zep |
Zeq |
Zer |
Zes |
Zet |
Zeu |
Zev |
Zew |
Zey |
Zez
Die Liste der Biografien führt alle Personen auf, die in der deutschsprachigen Wikipedia einen Artikel haben. Dieses ist eine Teilliste mit 8 Einträgen von Personen, deren Namen mit den Buchstaben „Zea“ beginnt.

## Zea
- Zea Aguilar, Leopoldo (1912–2004), mexikanischer Philosoph
- Zea, Francisco Antonio (1770–1822), kolumbianischer Botaniker und Politiker
- Zea, Jhon (* 1993), kolumbianischer Kugelstoßer
- Zea, Kristi (* 1948), US-amerikanische Szenenbildnerin, Kostümbildnerin und Filmproduzentin
- Zea, Natalie (* 1975), US-amerikanische SchauspielerinNatalie Zea (* 1975)

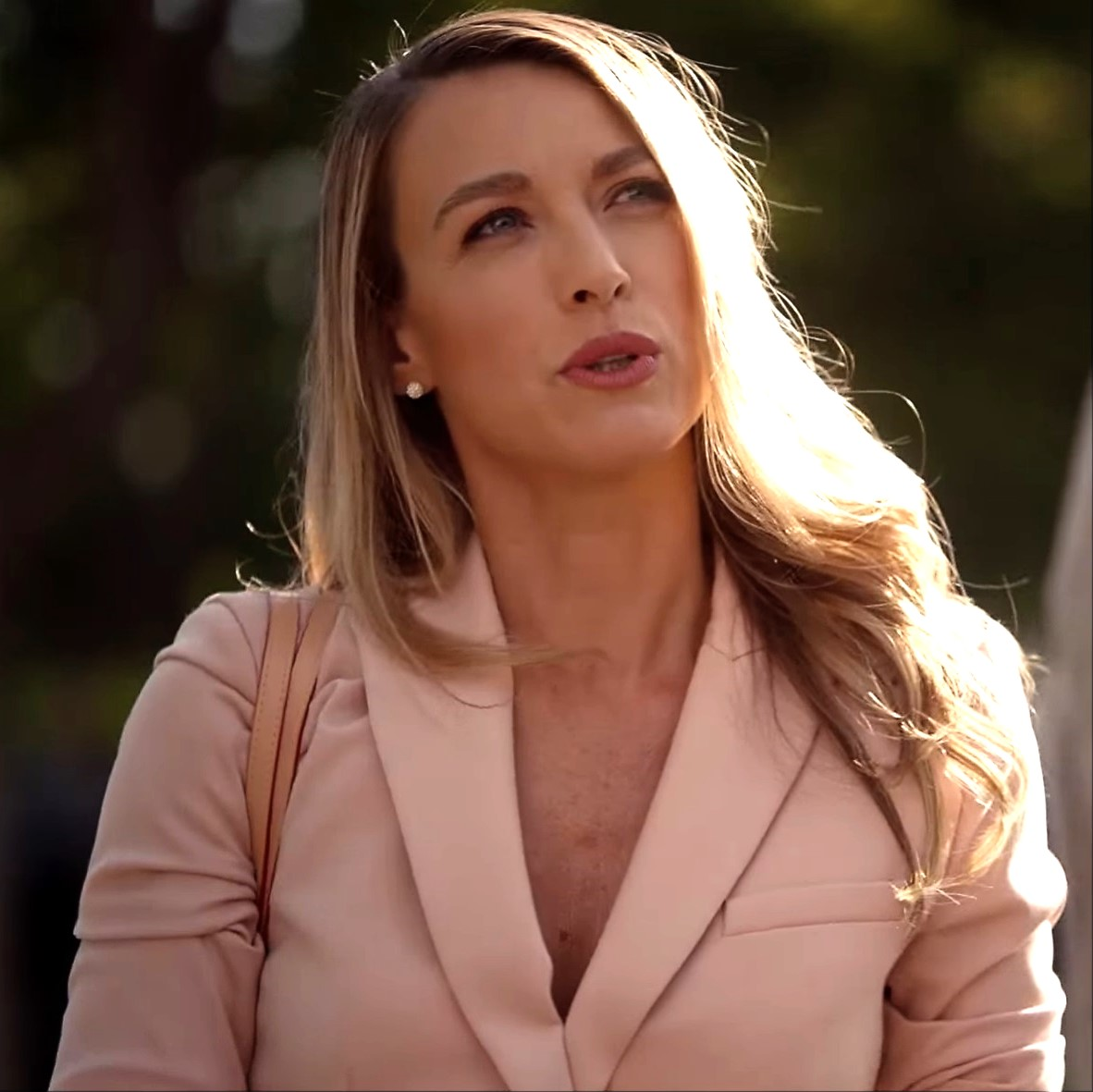
Natalie Zea (* 1975)

- Zea, Urbano (1941–2022), mexikanischer Basketballspieler

### Zeai
- Zeaiter, Daniel (* 1995), deutsch-libanesischer Fußballtorhüter

### Zean
- Zeani, Virginia (1925–2023), rumänische Opernsängerin (Sopran)